# Sklop antičke arhitekture na Žalu u Povljima
Sklop antičke arhitekture nalazi se na Žalu u mjestu Povljima, općina Selca.

## Opis
Vrijeme nastanka je oko 1. do 4. stoljeća. Na mjestu sklopa kuća u Povljima na žalu bila je rimska villa rustica od koje je na istoku sačuvan ogradni zid i zapadno manja zgrada s karakterističnim načinom zidanja i sljubnicama iz rimskog vremena. Sačuvano je obrađeno kamenje i ulomci rimskih opeka i tegula.

## Zaštita
Pod oznakom Z-5847 zaveden je kao nepokretno kulturno dobro - arheologija, pravna statusa zaštićena kulturnog dobra, klasificirano kao "kopnena arheološka zona/nalazište".